# Porina tolgensis
Porina tolgensis är en lavart som beskrevs av P. M. McCarthy. Porina tolgensis ingår i släktet Porina och familjen Porinaceae.   Inga underarter finns listade i Catalogue of Life.